# Shakiso
Shakīso är en ort i Etiopien.   Den ligger i regionen Oromia, i den södra delen av landet, 400 km söder om huvudstaden Addis Abeba. Shakīso ligger 1 693 meter över havet och antalet invånare är 34 078.
Terrängen runt Shakīso är platt åt nordost, men åt sydväst är den kuperad. Runt Shakīso är det ganska glesbefolkat, med 28 invånare per kvadratkilometer. Shakīso är det största samhället i trakten. Omgivningarna runt Shakīso är en mosaik av jordbruksmark och naturlig växtlighet.